# Jorge Calvo (peleador)
Jorge Calvo Martin (San José, 6 de octubre de 1991) es un artista marcial mixto costarricense que actualmente compite en la división de peso mosca de LUX Fight League, donde es el actual campeón de peso mosca.

## Carrera de artes marciales mixtas

### Carrera temprana
Calvo hizo su debut como luchador profesional de MMA el 28 de mayo de 2014 en la promoción Calvo Promotions, donde tuvo una racha de 8-0 con cuatro de sus victorias obtenidas por sumisión. 
En su primera pelea fuera de Costa Rica, el invicto de Calvo llegó a su final el 5 de agosto de 2016 tras perder por decisión unánime ante Alexis Vila en el evento Titan FC 40 de la promoción estadounidense Titan Fighting Championship. Calvo permanecería en Titan FC, obteniendo su primera victoria promocional ante Bruno Mesquita el 19 de mayo de 2017 en Titan FC 44. Después, cosecharía tres derrotas consecutivas que lo llevaron a ser despedido.

### LUX Fight League
Calvo aterrizó en México para firmar con LUX Fight League y ser programado para enfrentar a Erick Rodríguez el 30 de abril de 2019 en LUX 006; ganó la pelea por sumisión en el primer asalto.
Estaba previsto que Calvo enfrentara a Kike González el 20 de noviembre de 2020 en LUX 011, pero González se retiró del evento por razones desconocidas, siendo reemplazado por Gerardo Graniel. La pelea la ganaría Calvo vía sumisión en el segundo asalto.
Calvo fue programado para enfrentarse a Alessandro Costa por el Campeonato de Peso Mosca de LUX el 7 de mayo de 2021 en LUX 013. Perdió la pelea por nocaut técnico en el primer asalto.

#### Campeonato de Peso Mosca de LUX
Pese a su derrota anterior, Calvo se ganó otra oportunidad titular por el Campeonato de Peso Mosca que estaba vacante debido a la salida de Costa y el hecho de cosechar otras dos victorias. Para LUX 031, la promoción anunció que él y Luis Iván Rodríguez se enfrentarían por el título mosca. El 17 de marzo, ganó la pelea y el cinturón luego de someter a su rival con una estrangulación desnuda en el primer asalto.
La primera defensa titular de Calvo se dio el 21 de julio de 2023 en LUX 034, derrotando a Luis Solorzano con la misma técnica de sumisión en el cuarto asalto.
Calvo, en su segunda defensa titular, enfrentó a Enrique González el 15 de marzo de 2024 en LUX 041. Tras un arduo combate en la que ninguno salió noqueado, finalmente salió victorioso por decisión unánime.
Calvo se enfrentó a Alexandro Bravo el 16 de agosto de 2024 en LUX 045. Ganó la pelea por sumisión en el tercer asalto.
El 29 de noviembre de 2024 en LUX 048, Calvo se enfrentaría nuevamente a Enrique González por el título. Ganó la pelea por decisión unánime.

## Campeonatos y logros
- LUX Fight League
  - Campeonato de Peso Mosca de LUX (Una vez, actual)
  - Reinado más largo de campeón de peso mosca en la historia de LUX
  - Mayor número de victorias en la historia de la división de peso mosca de LUX (9)
  - Mayor cantidad de defensas de título consecutivas en la historia de la división de peso mosca de LUX (4)
  - Empatado (con Marco Beltrán) en la mayor cantidad de peleas por el título de LUX (6)
  - Empatado (con Marco Beltrán) en la mayor cantidad de victorias por el título de LUX (5)
  - Empatado (con Sergio Cossio) en el mayor número de eventos principales en la historia de LUX (6)
  - Empatado (con Sergio Cossio) en la mayor cantidad de victorias en eventos principales en la historia de LUX (5)
  - Mayor cantidad de victorias por sumisión en la historia de LUX (6)
  - Mayor cantidad de victorias por sumisión en peleas por el título de LUX (3)
  - Mayor cantidad de victorias por sumisión en la historia de la división de peso mosca de LUX (6)
  - Empatado (con Sergio Cossio) en la segunda mayor cantidad de victorias consecutivas en la historia de LUX (7)

## Récord en artes marciales mixtas
| Récord profesional | Récord profesional | Récord profesional |
| 25 peleas          | 19 victorias       | 6 derrotas         |
| ------------------ | ------------------ | ------------------ |
| Nocaut             | 1                  | 2                  |
| Sumisión           | 11                 | 0                  |
| Decisión           | 7                  | 4                  |

| Resultado | Récord | Oponente            | Método                      | Evento                                | Fecha                   | Ronda | Tiempo | Localización             | Notas                                            |
| --------- | ------ | ------------------- | --------------------------- | ------------------------------------- | ----------------------- | ----- | ------ | ------------------------ | ------------------------------------------------ |
| Victoria  | 19–6   | Kike González       | Decisión (unánime)          | LUX 048                               | 29 de noviembre de 2024 | 5     | 5:00   | Monterrey                | Defendió el Campeonato de Peso Mosca de LUX.     |
| Victoria  | 18–6   | Alexandro Bravo     | Sumisión (rear-naked choke) | LUX 045                               | 16 de agosto de 2024    | 3     | 4:53   | Monterrey                | Defendió el Campeonato de Peso Mosca de LUX.     |
| Victoria  | 17–6   | Kike González       | Decisión (unánime)          | LUX 041                               | 15 de marzo de 2024     | 5     | 5:00   | Monterrey                | Defendió el Campeonato de Peso Mosca de LUX.     |
| Victoria  | 16–6   | Luis Solorzano      | Sumisión (rear-naked choke) | LUX 034                               | 21 de julio de 2023     | 4     | 2:55   | Cancún                   | Defendió el Campeonato de Peso Mosca de LUX.     |
| Victoria  | 15–6   | Luis Iván Rodríguez | Sumisión (rear-naked choke) | LUX 031                               | 17 de marzo de 2023     | 1     | 2:17   | Ciudad de México         | Ganó el vacante Campeonato de Peso Mosca de LUX. |
| Victoria  | 14–6   | Emilio Cuellar      | Decisión (dividida)         | LUX 021                               | 18 de marzo de 2022     | 3     | 5:00   | Monterrey                |                                                  |
| Victoria  | 13–6   | Jesús Gutierrez     | Sumisión (rear-naked choke) | LUX 014                               | 25 de junio de 2021     | 3     | 3:28   | Monterrey                |                                                  |
| Derrota   | 12–6   | Alessandro Costa    | TKO (golpes)                | LUX 013                               | 7 de mayo de 2021       | 1     | 2:34   | Monterrey                | Por el Campeonato de Peso Mosca de LUX.          |
| Victoria  | 12–5   | Gerardo Graniel     | Sumisión (rear-naked choke) | LUX 011                               | 20 de noviembre de 2020 | 2     | 4:01   | Monterrey                |                                                  |
| Victoria  | 11–5   | Erick Rodríguez     | Sumisión (rear-naked choke) | LUX 006                               | 30 de agosto de 2019    | 1     | 2:04   | Monterrey                |                                                  |
| Derrota   | 10–5   | Héctor Sandoval     | Decisión (unánime)          | Combate Americas: Sanchez vs. Velasco | 10 de mayo de 2019      | 3     | 5:00   | Stockton, California     |                                                  |
| Derrota   | 10–4   | Jaime Alvarez       | KO (golpe)                  | Titan FC 52                           | 25 de enero de 2019     | 2     | 4:57   | Fort Lauderdale, Florida |                                                  |
| Derrota   | 10–3   | Juan Puerta         | Decisión (unánime)          | Titan FC 46                           | 17 de noviembre de 2017 | 3     | 5:00   | Pembroke Pines, Florida  |                                                  |
| Derrota   | 10–2   | Gustavo Balart      | Decisión (dividida)         | Titan FC 45                           | 18 de agosto de 2017    | 3     | 5:00   | Pembroke Pines, Florida  |                                                  |
| Victoria  | 10–1   | Bruno Mesquita      | Decisión (unánime)          | Titan FC 44                           | 19 de mayo de 2017      | 3     | 5:00   | Pembroke Pines, Florida  |                                                  |
| Victoria  | 9–1    | Arturo Hernández    | Sumisión (guillotine choke) | CP 12                                 | 6 de diciembre de 2016  | 1     | 1:35   | San José                 |                                                  |
| Derrota   | 8–1    | Alexis Vila         | Decisión (unánime)          | Titan FC 40                           | 5 de agosto de 2016     | 3     | 5:00   | Coral Gables, Florida    |                                                  |
| Victoria  | 8–0    | Diego Ortis         | Decisión (unánime)          | CP 9                                  | 17 de marzo de 2016     | 3     | 5:00   | San José                 |                                                  |
| Victoria  | 7–0    | Juan Carlos Miranda | Decisión (unánime)          | CP 7                                  | 5 de noviembre de 2015  | 3     | 5:00   | San José                 |                                                  |
| Victoria  | 6–0    | Oscar Aguilar       | Sumisión (rear-naked choke) | CP 6                                  | 23 de julio de 2015     | 1     | 2:25   | San José                 |                                                  |
| Victoria  | 5–0    | Luis Fonseca Rojas  | TKO (golpes)                | CP 5                                  | 23 de abril de 2015     | 1     | 2:20   | San José                 |                                                  |
| Victoria  | 4–0    | Marco Montealegre   | Decisión (unánime)          | CRF 15                                | 21 de febrero de 2015   | 3     | 5:00   | San José                 |                                                  |
| Victoria  | 3–0    | Angel Muñoz         | Sumisión (armbar)           | CP 4                                  | 4 de diciembre de 2014  | 1     | 0:47   | San José                 |                                                  |
| Victoria  | 2–0    | Robert Umana        | Sumisión (rear-naked choke) | CP 3                                  | 1 de octubre de 2014    | 1     | 2:21   | San José                 |                                                  |
| Victoria  | 1–0    | Yescar Jarquin      | Sumisión (armbar)           | CP 2                                  | 28 de mayo de 2014      | 1     | 3:01   | San José                 |                                                  |